# Cesidio Oddi
Cesidio Oddi (Trasacco, 15 settembre 1956) è un ex calciatore italiano, di ruolo portiere.

## Carriera
Iniziò la carriera professionistica nelle file dell'Aquila, in Serie D, nel 1977. Con la maglia rossoblù vinse il campionato 1978-1979 e disputò il successivo in Serie C2.
Nel 1980 passò al Palermo, in Serie B, iniziando il campionato 1980-1981 come titolare, per poi finire in panchina a vantaggio di Frison. La stagione successiva iniziò come riserva di Graziano Piagnerelli, per poi subentrargli già nel girone d'andata, a causa del grave infortunio rimediato da questi.
Quindi giocò, sempre in serie cadetta, con la Cremonese e l'anno successivo in serie C1 con il Cosenza. Nel 1983 passò alla Cavese, in Serie B dove retrocede in C1.
Nel 1985 divenne il portiere della Nocerina, in Serie C2, squadra con cui vinse il campionato 1985-1986. L'anno successivo giocò tra le file del Venezia, sempre in Serie  C2, quindi ritornò alla Nocerina: in questa stagione (1987-1988) segnò una doppietta al Cagliari grazie alla realizzazione di due calci di rigore. Ad oggi è ineguagliato nelle serie professionistiche italiane.
Dopo un biennio al Ravenna, nel 1990-1991 Oddi chiuse la sua carriera con il Cerveteri. In totale ha totalizzato 57 partite in Serie B, 124 in Serie C1, 180 in Serie C2 e 66 in Serie D.
In seguito ha svolto il ruolo di preparatore dei portieri alla Virtus Ladispoli.

## Palmarès

### Competizioni nazionali
- Campionato italiano Serie C2: 1

Nocerina: 1985-1986 (girone D)

### Competizioni internazionali
- Coppa Anglo-Italiana: 1

Cosenza: 1983